# Лауреаты Премии Правительства Российской Федерации в области образования (2001)
 Лауреаты Премии Правительства Российской Федерации в области образования 2001 года — перечень награждённых правительственной наградой Российской Федерации, присужденной за достижения в образовательной деятельности. Среди лауреатов — член-корреспондент Российской академии наук, член-корреспондент Российской академии архитектуры и строительных наук, восемь докторов наук, два кандидата наук, шесть профессоров, три доцента.
Лауреаты определены Постановлением Правительства РФ от 30 августа 2002 года № 647 на основании предложения Совета по присуждению премий Президента Российской Федерации и премий Правительства Российской Федерации в области образования.

## О Премии
Постановлением Правительства Российской Федерации от 07.05.2001 г. № 351 установлен размер премий Правительства Российской Федерации в области образования, равный 120 тыс. рублей каждая.

## Лауреаты и другая информация
1. Афанасьевой Ольге Васильевне, доктору филологических наук, профессору, декану Московского городского педагогического университета, Михеевой Ирине Владимировне, кандидату филологических наук, доценту того же университета; Верещагиной Ирине Николаевне, кандидату педагогических наук, профессору Московского педагогического государственного университета, — за создание цикла учебно-методических пособий «Английский язык для общеобразовательной школы с углубленным изучением иностранных языков».
2. Гриценко Николаю Николаевичу, доктору экономических наук, профессору, ректору Академии труда и социальных отношений, Шулусу Алексею Апполинарьевичу, доктору экономических наук, профессору, проректору, Валовому Дмитрию Васильевичу, доктору экономических наук, Давтяну Микаэлу Анушавановичу, кандидату экономических наук, профессорам, заведующим кафедрами, Коровяковскому Дмитрию Захаровичу, Лапшиной Генриетте Евгеньевне, Попову Юрию Николаевичу, докторам экономических наук, профессорам, — работникам той же академии; Валовой Марии Дмитриевне, доктору экономических наук, профессору Российской академии государственной службы при Президенте Российской Федерации; Норкину Кемеру Борисовичу, доктору технических наук, профессору, начальнику Аналитического управления аппарата мэра Москвы, — за создание учебника «Политэкономия (история экономических учений, экономическая теория, мировая экономика)» для учебных заведений высшего профессионального образования.
3. Гасанову Зайнулабиду Тухтархановичу, доктору педагогических наук, профессору, заведующему кафедрой Дагестанского государственного педагогического университета, — за создание монографии «Воспитание культуры межнационального общения: методология, теория, практика» и учебного пособия «Педагогика межнационального общения» для педагогических высших учебных заведений.
4. Пономарю Вячеславу Михайловичу, директору профессионального (технического) лицея N 44 Хабаровского края, Барсуковой Елене Егоровне, Демидюк Татьяне Михайловне, Вдовенко Вере Борисовне, заместителям директора, Андрейкиной Надежде Федоровне, Трухиной Нине Петровне, Пименову Владимиру Александровичу, преподавателям, Мироненко Александре Борисовне, педагогу — психологу, Крапивиной Людмиле Ивановне, старшему мастеру, Мирошниковой Тамаре Николаевне, старшему библиотекарю, — работникам того же лицея, — за разработку программы формирования гражданской позиции учащихся и её реализацию в профессиональном (техническом) лицее N 44 Хабаровского края.
5. Сергееву Александру Петровичу, доктору юридических наук, профессору, заведующему кафедрой Санкт — Петербургского государственного университета, Егорову Николаю Дмитриевичу, Толстому Георгию Кирилловичу, докторам юридических наук, профессорам, Иванову Антону Александровичу, кандидату юридических наук, доценту, Елисееву Илье Владимировичу, кандидату юридических наук, ассистенту, — работникам того же университета; Медведеву Дмитрию Анатольевичу, кандидату юридических наук, доценту, первому заместителю Руководителя Администрации Президента Российской Федерации, — за создание учебника «Гражданское право» для учебных заведений высшего профессионального образования.
6. Соломенцеву Юрию Михайловичу, доктору технических наук, профессору, ректору Московского государственного технологического университета «Станкин», Климанову Вячеславу Петровичу, доктору технических наук, профессору, Позднееву Борису Михайловичу, кандидату технических наук, доценту, директору специализированного центра новых информационных технологий, Полякову Сергею Дмитриевичу, начальнику отдела того же центра, — работникам того же университета; Роберт Ирэне Веньяминовне, доктору педагогических наук, профессору, директору Института информатизации образования Российской академии образования; Скуратову Алексею Константиновичу, кандидату технических наук, доценту, заместителю директора Государственного научно — исследовательского института информационных технологий и телекоммуникаций; Мордвинову Владимиру Александровичу, кандидату технических наук, профессору, заведующему кафедрой Московского государственного института радиотехники, электроники и автоматики (технического университета); Липаеву Владимиру Васильевичу, доктору технических наук, профессору, главному научному сотруднику Института системного программирования Российской академии наук, — за научно — практическую работу «Создание и внедрение в сфере образования системы обеспечения качества и сертификации информационно — программных средств» для учебных заведений высшего профессионального образования.
7. Гаврикову Анатолию Леонидовичу, доктору социологических наук, профессору, ректору Новгородского государственного университета имени Ярослава Мудрого, Певзнеру Михаилу Наумовичу, доктору педагогических наук, профессору, декану, Шерайзиной Розе Моисеевне, доктору педагогических наук, профессору, заведующей кафедрой, Зайченко Олегу Михайловичу, Ширину Александру Глебовичу, кандидатам педагогических наук, доцентам, Орлову Олегу Сергеевичу, кандидату педагогических наук, доценту, — работникам того же университета, — за создание научно — методического комплекса «Учитель в открытой образовательной системе» для педагогических высших учебных заведений.
8. Сорокиной Татьяне Сергеевне, кандидату филологических наук, профессору, заведующей кафедрой Московского государственного лингвистического университета, Казарицкой Татьяне Алексеевне, кандидату педагогических наук, доценту, профессору, — работникам того же университета; Резник Регине Викторовне, кандидату филологических наук, профессору (посмертно), — за создание учебника «Практическая грамматика английского языка» для учебных заведений высшего профессионального образования.
9. Сабаткоеву Рамазану Батыровичу, доктору педагогических наук, профессору, заведующему кафедрой Московского государственного открытого педагогического университета имени М. А. Шолохова, — за создание комплекта учебников по русскому языку для 8, 9 и 10 — 11 классов национальных школ Российской Федерации.
10. Байбородовой Людмиле Васильевне, Успенскому Владиславу Борисовичу, докторам педагогических наук, профессорам, заведующим кафедрами Ярославского государственного педагогического университета имени К. Д. Ушинского, Паладьеву Сергею Леонидовичу, Ковальчук Марине Александровне, кандидатам педагогических наук, Чернявской Анне Павловне, кандидату психологических наук, доцентам, Рожкову Михаилу Иосифовичу, доктору педагогических наук, профессору, директору института педагогики и психологии, — работникам того же университета; Вульфову Борису Зиновьевичу, доктору педагогических наук, профессору Университета Российской академии образования, — за создание учебно — методического пособия «Классному руководителю» для общеобразовательных учреждений.
11. Машиной Любови Александровне, кандидату педагогических наук, директору автономной некоммерческой организации "Школа «Премьер», Матвеевой Ольге Ивановне, заместителю директора, Ступницкой Марии Анатольевне, педагогу — психологу, Родионову Вадиму Альбертовичу, кандидату педагогических наук, руководителю центра психолого — педагогического сопровождения ребёнка, — работникам той же организации; Родионову Альберту Вячеславовичу, доктору психологических наук, профессору, заведующему лабораторией Всероссийского научно — исследовательского института физической культуры и спорта; Чечельницкой Серафиме Моисеевне, доктору медицинских наук, директору государственного предприятия «Научно — методический центр „Диагностика. Адаптация. Развитие“ (ДАР) им. Л. С. Выготского», — за создание и реализацию программы «Формирование социальных умений и навыков школьников как условие здорового жизненного стиля» для общеобразовательных учреждений.
12. Лопатиной Вере Ивановне, кандидату психологических наук, первому заместителю начальника Центрального окружного управления образования г. Москвы; Сафоновой Тамаре Яковлевне, доктору медицинских наук, профессору, директору государственного образовательного учреждения «Психолого — медико — социальный центр (для детей, подвергшихся жестокому обращению и насилию)» Центрального окружного управления образования г. Москвы, Дерябиной Валентине Васильевне, заместителю директора, Цымбалу Евгению Иосифовичу, кандидату медицинских наук, методисту, Журавлевой Татьяне Михайловне, Соловьевой Анне Анатольевне, Курасовой Наталье Владимировне, педагогам — психологам, Михайлову Александру Николаевичу, детскому врачу — психотерапевту, Платоновой Наталии Владимировне, детскому врачу — психиатру, Вороновой Ирине Юрьевне, детскому врачу — гинекологу, — работникам того же учреждения, — за создание научно — практической разработки «Предупреждение безнадзорности и правонарушений несовершеннолетних через профилактику жестокого обращения с детьми» для общеобразовательных учреждений и психолого — педагогических центров.
13. Ведениной Людмиле Георгиевне, доктору филологических наук, профессору Московского государственного института международных отношений (университета), — за создание комплекта учебно — методических пособий по лингвострановедению Франции для учебных заведений высшего профессионального образования.
14. Маколкину Владимиру Ивановичу, доктору медицинских наук, профессору, члену — корреспонденту Российской академии медицинских наук, заведующему кафедрой Московской медицинской академии имени И. М. Сеченова, Овчаренко Светлане Ивановне, доктору медицинских наук, профессору, доценту той же академии, — за создание учебника «Внутренние болезни» для медицинских высших учебных заведений.
15. Борисову Сергею Сергеевичу, преподавателю Нижнетагильского горно — металлургического колледжа имени Е.А. и М. Е. Черепановых, — за создание цикла трудов по горному делу для учебных заведений профессионального образования.